# Jeanne Barretová
Jeanne Barretová také psáno Baretová nebo Baréová (27. července 1740 La Comelle – 5. srpna 1807 Saint-Antoine-de-Breuilh) byla francouzská botanička a cestovatelka, první známá žena, která podnikla cestu kolem světa.
Narodila se v chudé venkovské rodině v Burgundsku. Podle vlastního vyprávění přišla v dětství o oba rodiče, toto tvrzení však historikové zpochybňují s poukazem na její solidní vzdělání, které by v té době jako sirotek stěží mohla získat. Ve dvaceti letech vstoupila do služby k významnému přírodovědci Philibertu Commersonovi, který si dívku díky jejím znalostem léčivých bylin oblíbil a učinil ji svou asistentkou. V roce 1764 Jeanne porodila dítě, pravděpodobně Commersonovo, které však záhy zemřelo.
V roce 1766 byl Commerson povolán na objevitelskou výpravu, které velel Louis Antoine de Bougainville. Vzal s sebou i Jeanne, ale protože ženy neměly na lodě francouzského námořnictva přístup, vydával ji za svého komorníka. Během přistání na Tahiti byla její identita prozrazena; Bougainville jí dovolil zůstat na palubě po nejbližší francouzskou državu, ostrov Île de France (Mauricius), kde ji i s Commersonem vysadil. Páru se ujal guvernér Pierre Poivre, který sdílel s Commersonem botanické záliby, a umožnil jim provádět přírodovědné výzkumy. Commerson v nezvyklém podnebí onemocněl a v roce 1773 zemřel. Jeanne se živila provozováním hostince, roku 1774 se provdala za důstojníka Jeana Dubernata, s nímž odjela následujícího roku do Francie a uzavřela tak cestu okolo zeměkoule. Roku 1785 jí francouzský stát za její služby udělil doživotní rentu.
Byla po ní pojmenována lilkovitá rostlina Solanum baretiae a pohoří Baré Montes na Plutu.